# 格勒迪納里鄉 (久爾久縣)
44°23′N 25°49′E / 44.383°N 25.817°E
格勒迪納里鄉（羅馬尼亞語：Comuna Grădinari, Giurgiu），是羅馬尼亞的鄉份，位於該國南部，由久爾久縣負責管轄，面積18平方公里，海拔高度96米，2007年人口3,233，人口密度每平方公里183人。